# Grazie per la splendida serata
Grazie per la splendida serata è un album dal vivo di Elio e le Storie Tese della serie di CD Brulé prodotta dagli Elio e le Storie Tese per il loro tour estivo del 2005 dopo la fortunata prima esperienza con Ho fatto due etti e mezzo, lascio?.
Registrato da Franco Cufone o Alex Trecarichi, mixato da Rodolfo "Foffo" Bianchi e Giacomo Plotegher.

## Formazione
- Elio - voce, flauto traverso, chitarra ritmica
- Rocco Tanica aka Luigi Calimero - tastiera, voce addizionale
- Cesareo Fitarsji: il Brian May ungherese - chitarra elettrica, campanaccio, voce addizionale
- Faso - basso, voce addizionale
- Christian Meyer - batteria
- Uomo - tastiera, voce addizionale
- Mangoni - uomo immagine, artista a sé, voce addizionale

## Grazie per la splendida serata Vol. 1

### Elenco tracce
1. Shpalman®
2. (Gomito a gomito con l') Aborto
3. La terra dei cachi
4. Fossi figo
5. Nudo e senza cacchio
6. Gimmi I.
7. Bis
8. L'astronauta pasticcione
9. Alfieri
10. Discomusic
11. Tapparella

### Date e luogo di registrazione
- Porto Potenza Picena 23/06/2005
- Soliera 24/06/2005
- Domodossola 27/06/2005
- Cuneo 29/06/2005
- Treviso 02/07/2005
- Travo 03/07/2005
- Bordighera 07/07/2005
- Varano De' Melegari 09/07/2005
- Arezzo 12/07/2005
- Collegno 19/07/2005
- Bottanuco 20/07/2005
- Castellazzo di Bollate 21/07/2005 (in questa data è stato registrato anche un DVD Brulé )
- Papiano 23/07/2005

## Grazie per la splendida serata Vol. 2

### Elenco tracce
1. Noi siamo i giovani (con i blue jeans)
2. La chanson
3. Silos
4. Piattaforma
5. Aü
6. La follia della donna
7. Omosessualità
8. Pagàno
9. Li immortacci
10. Urna
11. Supergiovane

### Date e luogo di registrazione
- Stimigliano 24/07/2005
- Stintino 29/07/2005
- Mogoro 30/07/2005
- Colle D'Anchise 06/08/2005
- Marghera 11/08/2005
- Senigallia 13/08/2005
- Sarroch 16/08/2005
- Dorgali 17/08/2005
- Ulignano 27/08/2005

## Grazie per la splendida serata Vol. 3

### Elenco tracce
1. Abate cruento
2. T.V.U.M.D.B.
3. Hommage à Violette Nozières
4. Caro 2000
5. Litfiba tornate insieme
6. Cani e padroni di cani
7. Nella vecchia azienda agricola
8. Giocatore mondiale
9. Acido lattico
10. Budy Giampi

### Date e luogo di registrazione
- Farigliano 03/09/2005
- Gonzaga 08/09/2005
- Brescia 09/09/2005
- Modena 12/09/2005
- Genova 13/09/2005
- Milano 14/09/2005
- Roma 17/09/2005
- Conegliano 07/10/2005